# Glanerbrook
Glanerbrook is een sportcentrum in het tegen het centrum van Geleen gelegen Burgemeester Damenpark. Het neemt het park grotendeels in beslag en omvat een fitnesscentrum, twee sportzalen, een subtropisch zwembad, buitenzwembaden, horeca, een hal met 30×60-meterijshockeybaan, een onoverdekte 500 meter lange wielerbaan en in de winter een onoverdekte 400 meter lange schaatsbaan die binnen de wielerbaan ligt.

## Verenigingen
Het sportcentrum is de thuisbasis van onder meer de volgende verenigingen:
- ijshockeyclub Laco Eaters Limburg
- handbalclub V&L (Vlug en Lenig)
- zwemvereniging Watervrienden Geleen
- zwem-, waterpolo-, synchroonzwem- en triatlonvereniging Hellas-Glana
- schaatsvereniging Limburgse Schaatsvrienden

Voorheen ook van:
- atletiekvereniging Olympia Geleen (vanaf 1936), die in 1958 fuseerde met Sittardia tot AV Unitas.[1][2]

## Buitenbanen

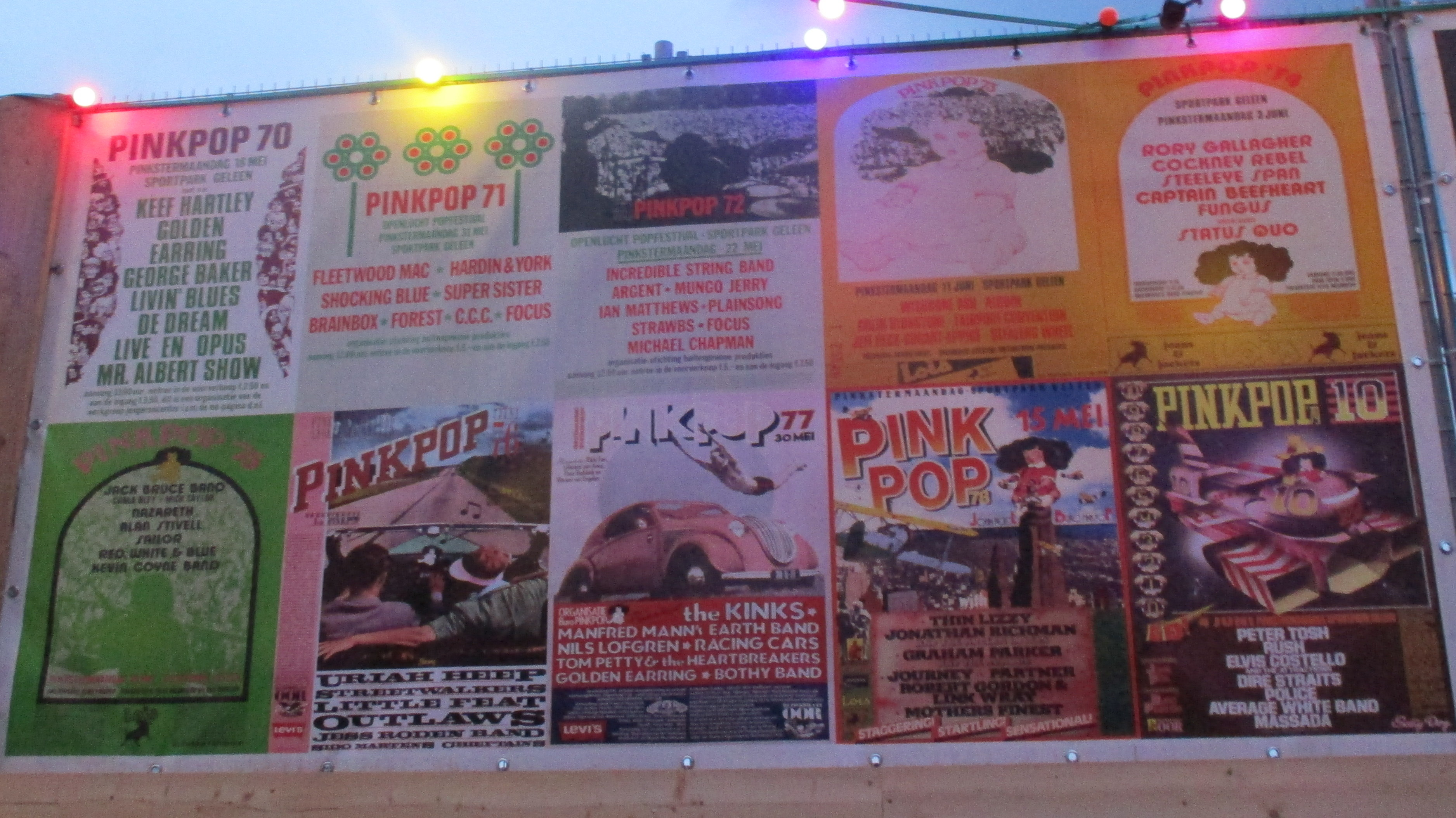
Pinkpop-reclameaffiches in de jaren zeventig

Het terrein waar de ijsbaan ligt is de bakermat van Pinkpop, dat hier vanaf 1970 zijn eerste 17 edities had. Na de aanleg van de ijsbaan is het festival verhuisd naar de draf- en renbaan van Landgraaf.
De 400-meterschaatsbaan valt onder het KNSB-gewest Noord-Brabant/Limburg/Zeeland. Voordat de kunstijsbaan werd gebouwd (1987-1988), werd de wielerbaan in de winter onder water gezet om te schaatsen op natuurijs. In 2014 werd de ijsbaan vernieuwd.
Rondom de ijsbaan ligt een 500 meter lange en 6 meter brede geasfalteerde wielerbaan. Sinds 1932 wordt hier al gekoerst op gras, vanaf 1946 op een sintelbaan en vanaf 1970 op een vlakke asfaltbaan. Op 22 april 2001 werd de huidige wielerbaan met zijn kombochten geopend.

## Vernieuwbouw 2023-2025

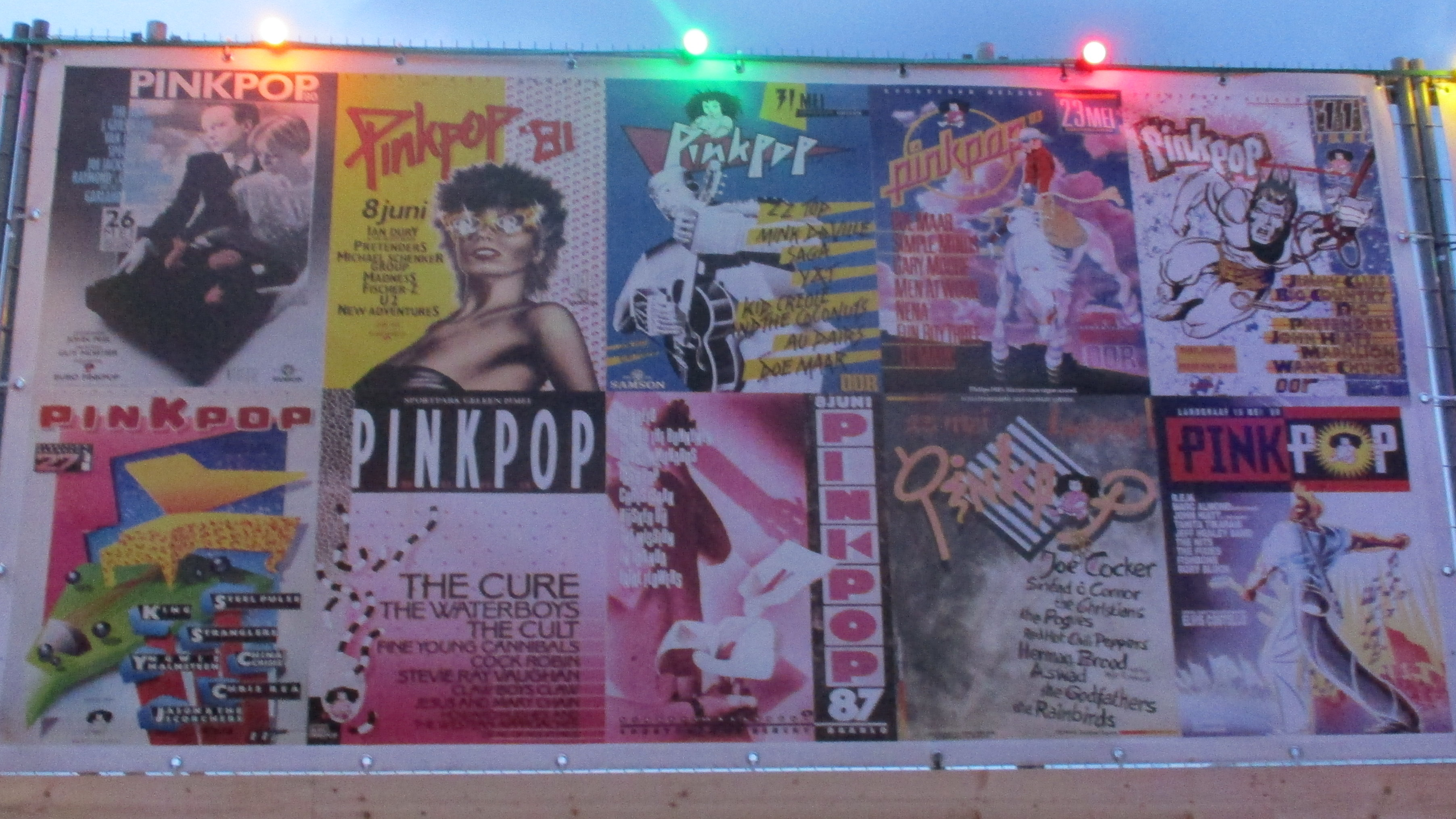
Pinkpop-reclameaffiches in de jaren tachtig

Na jarenlange discussie en voorbereiding besloot de gemeenteraad van Sittard-Geleen in december 2020 tot de vernieuwbouw van het sportcomplex. Het planbudget bedraagt dan € 48,3 miljoen, exclusief BTW. Volgens de plannen worden de schaats- en wielerbaan overkapt, komt er een nieuw 50-meterwedstrijdbad, wordt de oude ijshockeyhal gesloopt en op een andere plek nieuw gebouwd met tribunes voor 1200 toeschouwers, en komen er nieuwe ingangen voor het sportcomplex. Het complex wordt voorzien van zonnepanelen en van het gas afgekoppeld.
Ook de buitenkant wordt aangepakt: de uitgestrekte asfaltvelden voor parkeren worden vervangen door grastegels, de Keutelbeek wordt opgegraven en weer zichtbaar gemaakt, er komen wadis, het wandelrondje in en om het park wordt verbeterd, en er komt een "Walk of Fame" herinnering aan Pinkpop.
In juli is het voorlopige ontwerp door NOAHH | Network Oriented Architecture en Buro Poelmans Reesink Landschapsarchitectuur gepresenteerd. Een definitief ontwerp werd eind 2022 verwacht en als de vernieuwing en uitbreiding volgens plan doorgaat, dan worden de werkzaamheden zoals de overkapping voor 1 januari 2025 afgerond.

## Tijdlijn
- 1930: Landschapsarchitect Dirk Tersteeg ontwerpt het Burgemeester Damenpark.
- 18 oktober 1931: De eerste voetbalwedstrijd op de nieuwe sportvelden vindt plaats.
- Van 19 april tot 23 juni 2022 worden zo'n 350 Oekraïense vluchtelingen en 200 asielzoekers uit Ter Apel opgevangen in Glanerbrook. Zo'n 100 vrijwilligers werkten mee aan de opvang in de tijdelijke doorstroomlocatie.[6]

## Schaatsbaanrecords
| Afstand  | Schaatser            | Land | Tijd     | Datum      |
| -------- | -------------------- | ---- | -------- | ---------- |
| 100 m    | Dennis Kalker        | NED  | 10,05    | 22-11-2003 |
| 500 m    | Stevan Aldershof     | NED  | 38,47    | 21-01-2006 |
| 1000 m   | Stevan Aldershof     | NED  | 1.16,17  | 11-02-2006 |
| 1500 m   | Mark van der Weijden | NED  | 2.00,35  | 22-01-2006 |
| 3000 m   | Patrick Goverse      | NED  | 4.11,39  | 21-01-2006 |
| 5000 m   | Mark Ooijevaar       | NED  | 7.16,49  | 24-02-2018 |
| 10.000 m | Mark Ooijevaar       | NED  | 14.57,51 | 05-01-2019 |
| 2×500 m  | Dai Dai Ntab         | NED  | 79,680   | 14-01-2012 |

| Afstand | Schaatsster       | Land | Tijd    | Datum      |
| ------- | ----------------- | ---- | ------- | ---------- |
| 100 m   | Chiara Adams      | NED  | 11,37   | 22-11-2014 |
| 500 m   | Jelena Peeters    | BEL  | 42,57   | 14-01-2012 |
| 1000 m  | Jelena Peeters    | BEL  | 1.24,78 | 14-01-2012 |
| 1500 m  | Jelena Peeters    | BEL  | 2.11,57 | 15-12-2012 |
| 3000 m  | Natasja Bruintjes | NED  | 4.53,61 | 22-01-2005 |
| 5000 m  | Maaike Head       | NED  | 8.08,11 | 22-01-2005 |
| 2×500 m | Charlotte Mekel   | NED  | 90,820  | 14-01-2012 |

Niet-erkende ijsbanen